# Joachim Montessuis
 (juin 2008).
Si vous disposez d'ouvrages ou d'articles de référence ou si vous connaissez des sites web de qualité traitant du thème abordé ici, merci de compléter l'article en donnant les références utiles à sa vérifiabilité et en les liant à la section « Notes et références ».

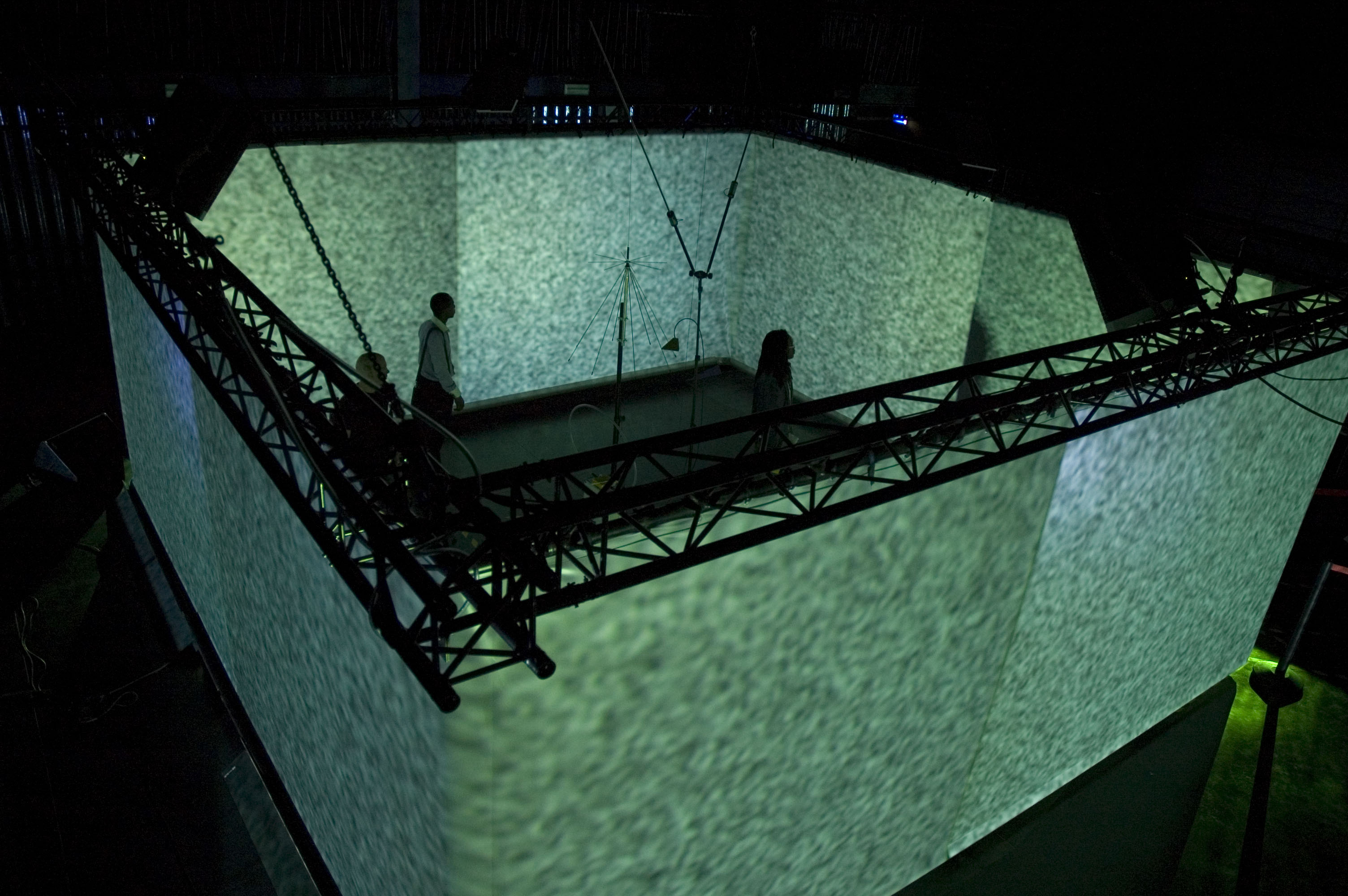
Bardo_Noise à la Maison des métallos, Paris, 2009 (collaboration avec Horia Cosmin Samoïla.

Joachim Montessuis, né le 29 octobre 1972 à Bordeaux, est un artiste français travaillant principalement avec le son et la voix depuis 1993. Il est compositeur, performeur et poète. 

## Biographie
Joachim Montessuis est diplômé de l'école régionale des beaux-arts de Besançon (ERBA, DNSEP, 1996).
Il s'intéresse de près à la poésie sonore et commence à travailler avec la voix de manière spontanée début 1993 sur ordinateur avec le système de montage son Pro Tools fraîchement acheté par l'ERBA. Il crée alors des installations sonores et donne depuis ce temps principalement des concerts/performances, qui mêlent électronique bruitiste et poésie. Il co-fonde ensuite l'association Erratum avec Yvan Étienne et Michel Giroud en 1994.
Il lance ensuite la revue sonore Erratum en format disque compact en 1997,. 
Il croise ensuite de nombreux artistes (David Larcher, Gianni Toti, Francisco Ruiz de Infante, Eléonore Hellio...) lors de résidences régulières au Centre international de création vidéo Pierre Schaeffer de Montbéliard entre 1994 et 1998. Il découvre internet sur place en 1995, ce qui accélère son travail en réseau.
Joachim Montessuis développe une pratique ouverte et contextuelle autour notamment de la voix, du son continu, du bruit et de la résonance depuis plus de 20 ans. 
Il poste sur Facebook une découverte dans ses propres archives : une bande d'Henri Chopin (1922-2008), qu'il avait édité sur son label Erratum.

## Travaux principaux
- Cosmogon (2008)
- Dyn (2009)
- Endless Love (2008)
- M.U.S.H.(2004)
- Bardo_Noise (avec Horia Cosmin Samoïla) (2009)
- Bardo CX3J (2008)
- La Mer dangereuse (2005)
- More/Encore (2000)
- Safe Distance Revisited (2004)
- La Danse des fous (2002)
- Erotos (2001)
- Eros3 (2004-2009) : Eros is Eros is Eros – Eros:Agape – Eros:Mutagen

Publications
- Regen, Joca Seria, coll. « Extraction », 2011.
- "Eros3 + Cosmogon + DDF", coffret DVD + CD et texte de Pacôme Thiellement, Ecart Production et Optical Sound, 2011

## Expositions
Personnelles
- Eros:agape - galerie le Dojo - 2007 - Nice
- La mer dangereuse - galerie Lara Vincy - 2005 - Paris[5].
- Cri d’octave, Galerie du pave dans la mare, 1997 - Besançon.

Collectives
- Ninth annual activating the medium festival, San Francisco Art Institute - 2006
- NEMO festival, Mains d’œuvres, Paris - 2005
- DISPATCH festival, SKC center, Belgrade - Serbia - 2004
- MIA festival, Bonlieu scène nationale - Annecy - 2004
- DEAF04 - Rotterdam, Nov 2004.